# Manuel de la Pezuela y Ceballos
Manuel González de la Pezuela y Ceballos, II marqués de Viluma (La Coruña, 8 de enero de 1797-Madrid, 20 de octubre de 1872), fue un aristócrata y político español del siglo XIX, y caballero de la Orden de Calatrava.

## Biografía
Hermano mayor de Juan de la Pezuela, heredó el título que se había creado para su padre Joaquín de la Pezuela, virrey de Perú, por la victoria española en la batalla de Viluma. 
Tomó parte en la sublevación liberal de Porlier contra Fernando VII. Fue gobernador de la provincia de Santander en 1834, embajador de España en Londres y ministro de Estado con el gobierno de Narváez en 1844.
Relacionado inicialmente con los liberales progresistas, pasó luego a los moderados y participó en los proyectos de Jaime Balmes de reconciliar ambas ramas de la dinastía mediante el matrimonio entre Isabel II y el pretendiente Carlos Luis de Borbón y Braganza. Formó parte del ala derecha del Partido Moderado, fundando en 1844 el Partido Monárquico Nacional, y se identificó con los llamados neocatólicos. Durante este periodo fue nombrado senador vitalicio y presidente del Senado en varias ocasiones.
Tras la Revolución de 1868, fundó y presidió en Madrid la Asociación de Católicos, constituida para defender la unidad católica de España, organizar a carlistas y neocatólicos para las elecciones y orientar al periodismo católico en defensa de la Iglesia. Las reuniones se celebraban en su casa y formarían también parte de la misma personalidades como el conde de Orgaz, Ramón Vinader, León Carbonero, Antonio Aparisi Guijarro, Cándido y Ramón Nocedal, entre otros. A imitación suya se constitirían en otras ciudades españolas círculos similares.
A diferencia de otros antiguos neocatólicos, el marqués de Viluma no se adhirió al carlismo durante el Sexenio Democrático y, según el diario La Esperanza, abogó por la regencia del duque de Montpensier. No obstante, de acuerdo con un periodista de La Reconquista, el marqués llegó a afirmar en una ocasión: «Ello es cierto que detrás del liberalismo se ha ido todo lo malo, y lo bueno en pos de D. Carlos».

## Heráldica
|  | El escudo de Manuel de la Pezuela está blasonado así: De gules, una banda de plata, acompañada de un espuela de oro en la punta. |